# Гусині
Гусині (Anserinae) — підродина водоплавних птахів родини качкових (Anseridae).

## Систематика
Триба Cygnini — лебеді
- Рід Лебідь (Cygnus) — 6-7 видів
- Рід †Afrocygnus (міоцен Північної Америки)
- Рід †Annakacygna (міоцен Японії)
- Рід †Megalodytes (міоцен Японії та Каліфорнії)

Триба Anserini — гуси
- Рід Гуска (Anser) — 11 видів
- Рід Казарка (Branta) — 6 сучасних і два вимерлих

Невирішено
- Рід Коскороба (Coscoroba) — 1 вид

Триба Cereopseini — тасманійські гуси (інколи відносять до власної підродини Cereopsinae або до Tadorninae)
- Рід Тасманійська гуска (Cereopsis) — 1 вид
- Рід †Cnemiornis — 2 види (голоцен, Нова Зеландія)

У рамках цієї систематики запропоновані кілька філогеній.

## В Україні
У південних областях України трапляється принаймні 9 видів гускових: гуска сіра, казарка червоновола, гуска білолоба, гуска мала, гуменник великий, казарка канадська, казарка білощока, казарка чорна, гуска біла.